# Вестернізація

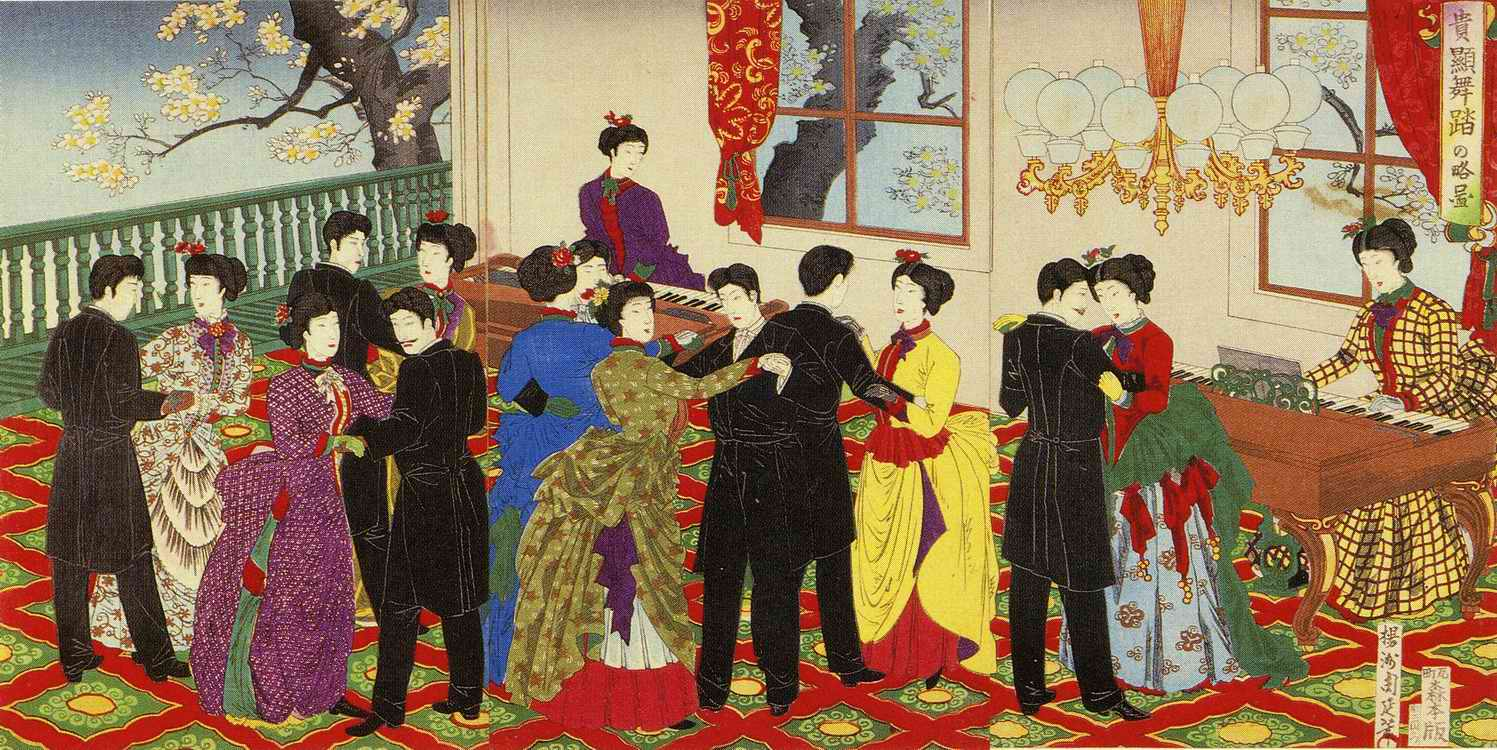
Вестернізація в Японії у 1870-1880-х роках періоду Мейдзі. Японці одягнені у європейські костюми

Вестернізація (англ. westernisation) — процес переходу особи, групи осіб чи суспільства в цілому від власної традиційної системи цінностей до системи цінностей Західної цивілізації, які базуються на верховенстві закону, домінуванні індивідуального над колективним, перевага приватної власності над общинною та прав людини над її обов'язками.
У 18—20 століттях вестернізація виступала синонімом модернізації і глобалізації.